# Гюльсе Бірсель
Гюльсе Бірсель (уроджена Gülse Şener, нар. 11 березня 1971, Стамбул, Туреччина) — турецька актриса, сценаристка, продюсерка, журналістка і письменниця.

## Біографія
Гюльсе Бірсель народилася 11 березня 1971 року в Стамбулі. Вона вчилася в середній школі Beyoğlu Anadolu і здобула науковий ступінь з економіки в Босфорськім університеті. Навчаючись другий рік в університеті Гюльсе проявляє інтерес до журналістики і починає працювати кореспонденткою в журналі Aktüel. Закінчивши в 1994 році Босфорський університет, за спеціальністю економіст широкого профілю, і курси журналістів — редакторів при університеті, вона продовжила навчання, вступивши на магістратуру Колумбійського Університету мистецтв, за спеціальністю акторська майстерність і режисура.

## Особисте життя
У 1999 році Гюльсе Бірсель виходить заміж за журналіста і телеведучого Мурата Бірселя. Вони познайомилися через Айше Арман. Бірсель сказала, що вона не підходить для материнства, наразі не має дітей. Бірсель та її чоловік живуть у Нішанташі. У серпні 2014 року померла її мати Семига Шенер.

## Творча діяльність

### Кар'єра
Будучи в другому класі в університеті, Гюльсе Бірсель почала працювати в журналі «Aktüel». Після повернення до Туреччини в 1996 році вона почала працювати на ATV, протягом трьох місяців писала закордонні бюлетені новин. Через рік вона була призначена головною редакторкою журналу Esquire Turkey. З грудня 1997 по 2003 рік вона була головним редактором Harper's Bazaar Turkey. У 2001—2002 роках вона працювала оглядачкою газети «Сабах»(Sabah). У цей період вона також працювала генеральним координатором у FHM, Gezi, Harper's Bazaar та House Beautiful. У березні 2002 року вона дебютувала на телебаченні в g.a.g. У березні 2003 року вона опублікувала сценарій для g.a.g. разом зі статтями, які вона раніше писала у книзі під назвою Gayet Ciddiyim. До березня 2004 року вона працювала ведучою та письменницею g.a.g.
У березні 2003 року разом із Левентом Езділеком вона зіграла головну роль у серіалі ATV Eyvah! Eski Kocam, але його зняли в ефірі після першого епізоду. У лютому 2004 року вона почала працювати як актриса і сценаристка серіалу ATV Avrupa Yakası. Вона поділила головну роль з Газанфер Оскан, Хюмейра та Ата Демірер. У травні 2004 року вийшла друком її друга книга Hâlâ Ciddiyim. Вона дебютувала в кіно в 2005 році з фільмом «Hırsız Var!» Її третя книга, Yolculuk Nereye Hemşerim, вийшла у серпні 2005 року. У квітні 2008 року вона несла факел літніх Олімпійських ігор 2008 року в Стамбулі. 2009 року вона з'явилася у своїй першій кінематографічній ролі у фільмі 7 Kocalı Hürmüz.
Аврупа Якаси закінчився в червні 2009 року. Четверта книга Бірсель Velev ki Ciddiyim! вийшла у грудні 2009 року, а у червні 2011 року — п'ята книга «Язлик»(Yazlık). У січні 2012 року вона почала працювати актрисою та сценаристкою серіалу на каналі Kanal D Yalan Düny, який тривав чотири сезони. Вона поділила головну роль з Altan Erkekli, Füsun Demirel та Olgun Şimşek. У березні 2013 року вона почала працювати оглядачкою для Hürriyet. 2015 року вона стала однією із суддів на конкурсі TV8 Komedi Türkiye. Її шоста книга, Memleketi Ben Kurtaracağım! вийшла в листопаді 2015 року.
Її перший художній фільм «Ейлі Арасінда»(Aile Arasında), в якому вона виступала як сценаристка, так і актриса, вийшов у грудні 2017 року. У лютому 2018 року вона почала працювати як сценаристка і головна актриса в комедійному серіалі «Джет Сосьєт»(Jet Sosyete) на каналі Star TV. У жовтні 2019 року Бірсель оголосила про відставку з посади оглядачки газети Hürriyet.

### Її видання
Гюльсе Бірсель опублікувала шість книг: «Gayet Ciddiyim» (2003), «Hala Ciddiyim» (2004), «Yolculuk Nereye Hemşerim» (2005), «Velev Ki Ciddiyim!» (2009)"Yazlık" (2011) та «Memleketi Ben Kurtaracağım!» (2015).

### Серіали й фільми Гюльсе
Турецька комедія … Kendisi (2015)
Брехливий світ / Yalan Dünya … Deniz Alsancak (2012)
Ох, моє серце… (2009)
Європейський бік / Avrupa Yakası … Asli Sütçüoglu (2004—2009)
Мій колишній чоловік … Нілуфер (2003)
7 чоловіків для Хурмуз / 7 Kocalı Hürmüz … Safinaz (2009)
Обережно, злодій! / Hırsız Var … Binnur (2004)